# Никита Мазепин
Никита Мазепин (на руски: Ники́та Дми́триевич Мазе́пин) e руски професионален автомобилен състезател. 

## Биография
Роден е на 2 март 1999 година в Москва. Син е на Димитри Мазепин, руски олигарх, който е бивш основен акционер и председател на управителния орган на „Уралхим“.
Никита започва да кара в картинг състезания – първоначално на национално, а в периода 2011 – 2014 г. и на международно ниво. През 2014 г. постига най-високия си резултат – второ място в Световния шампионат по картинг срещу Ландо Норис. В следващите две години се състезава във Формула 3 и GP3 сериите. 
През 2016 г. е избран за тестов пилот на Сахара Форс Индия. Дебютира във Формула 1 в тестовете по време на сезона на Силвърстоун, където постига лично най-добро време за обиколка – 1:31.561. През следващите два сезона остава в ролята на тестов пилот. През 2018 г. Мазепин става вицешампион в бившите серии GP3, а след това два сезона се състезава във Формула 2.
През 2021 г. Мазепин се присъединява с многогодишен договор към отбора на „Хаас“, където си партнира с Мик Шумахер, сина на Михаел Шумахер. Той избира номер 9 за свой постоянен състезателен номер. В Световния шампионат на Формула 1 през 2021 г. се състезава за отбора на „Хаас“ под неутрален флаг, представляващ Руската автомобилна федерация. Причината е решение на Световната антидопингова агенция, потвърдено от Спортния арбитражен съд, с което на Русия е забранено да се състезава на световното първенство през декември 2020 г. поради спонсориран от държавата допинг на руски спортисти. Най-доброто му класиране през сезон 2021 е 14-о място в Голямата награда на Азербайджан.
В началото на март 2022 г., няколко дни след нахлуването на Русия в Украйна, „Хаас“ прекратява договора си с Никита Мазепин и спонсорското си споразумение с „Уралкалий“, компания, която е собственост на бащата на Никита. Малко след това Никита Мазепин и баща му са включени в списъка със санкции на ЕС. Ограничения са му наложени за влизане и в държави като САЩ, Канада и др.
Мазепин продължава състезателната си кариера в Азия – в ралито „Пътят на коприната“, както и в азиатските серии Льо Ман, където се състезава за екипа на „99 Рейсинг“. Печели стартове на пистите в Малайзия и Дубай. Той няколко пъти обжалва неуспешно наложените му от ЕС ограничения да пътува в рамките на Съюза. През март 2024 г. ЕС отменя санкциите срещу Мазепин, като преценява, че критерият за асоцииране отвъд обикновената семейна връзка с баща му не съществува, след като той е отхвърлен от Хаас две години по-рано.